# Nomada pleurosticta
Nomada pleurosticta ist eine Biene aus der Familie der Apidae. 

## Merkmale
Die Bienen haben eine Körperlänge von 9 bis 11 Millimetern. Der Kopf und Thorax der Weibchen ist schwarz und ist rot gezeichnet. Die Tergite sind rot, häufig aber teilweise auch schwarz. Das Labrum ist schwarz und hat mittig ein großes Zähnchen. Das dritte Fühlerglied ist gleich lang wie das vierte. Das Schildchen (Scutellum) hat zwei rote Flecken. Das Propodeum ist mit dichten, kurzen Haaren versehen. Die Schienen (Tibien) der Hinterbeine sind am Ende spitz und haben mehrere lange Dörnchen. Bei den Männchen ist der Kopf schwarz und ist gelb gezeichnet, der Thorax ist ebenso schwarz, ist jedoch rot gezeichnet. Die Tergite sind rot und basal teilweise schwarz. Die Mandibeln sind außen mittig mit einem Zähnchen versehen. Das Labrum hat einen kräftigen Zahn und ist mehr oder weniger schwarz. Das dritte Fühlerglied ist deutlich kürzer als das vierte. Die mittleren Fühlerglieder sind unten jeweils mit einem spitzen Zahn versehen. Das Schildchen ist schwarz oder hat zwei kleine roten Flecken und ist stark behöckert. Die Schenkel (Femora) der hinteren Beine haben unten einen Haarfleck mit langen Haaren. Die Schienen der Hinterbeine sind am Ende zu einer stumpfen Spitze ausgezogen und haben mehrere kurze Dörnchen, die in der Behaarung schwer erkennbar sind.

## Vorkommen und Lebensweise
Die Art ist in Süd- und Mitteleuropa verbreitet. Die Tiere fliegen von Anfang Juni bis Ende August. Sie parasitieren Andrena polita.

## Belege
Felix Amiet, M. Herrmann, A. Müller, R. Neumeyer: Fauna Helvetica 20: Apidae 5. Centre Suisse de Cartographie de la Faune, 2007, ISBN 978-2-88414-032-4.